# 1875 في الجزائر
تحتوي هذه المقالة على أهم الأحداث التي شهدتها الجزائر في 1875، إضافة إلى أهم الشخصيات المولودة والمتوفية في هذه السنة.

## الأحداث
- تأسيس شركة سكة حديد بون-قالمة بواسطة إرنست غوين.[1]